# Mravince
Mravince är en ort i Kroatien.   Den ligger i länet Dalmatien, i den södra delen av landet, 260 km söder om huvudstaden Zagreb. Mravince ligger 139 meter över havet och antalet invånare är 1 261.
Terrängen runt Mravince är varierad. Havet är nära Mravince söderut.  Närmaste större samhälle är Split, 7,2 km väster om Mravince. 